# Maarten De Boer
Maarten De Boer (ur. 15 kwietnia 1983 w Zvandam) – holenderski wioślarz.

## Osiągnięcia
- Mistrzostwa Świata – Linz 2008 – ósemka wagi lekkiej – 3. miejsce[1].